# Torre Ducco
La Torre Ducco (Tór Döca in dialetto bresciano) è un'antica torre situata nelle campagne tra Trenzano e Berlingo. Fu costruita nella metà del XV secolo dall'omonima famiglia, feudataria di Trenzano. Ad essa sono collegate numerose cascine che formano un edificio a corte. Per secoli è stato un luogo centrale della vita politica della bassa bresciana.

## Storia
L’antica famiglia Ducco fece costruire la torre per sorvegliare la dimora che era solita abitare in estate. La costruzione avvenne a seguito dell'assedio di Francesco Sforza durante la guerra con Venezia, quando quest'ultimo si fermò a Trenzano per ideare l'ultima offensiva alla città di Brescia.
La struttura imponente e fortificata della torre, dotata di quattro torrette sporgenti con feritoie, rimanda ad uno scopo principalmente difensivo in origine. Successivamente non vi furono ulteriori guerre ed il complesso assunse anche la funzione abitativa.
Il lato sud della corte fu destinato alle residenze della famiglia nobiliare; lì venne costruito un ampio salone annesso alla torre nel XVII secolo.
Nel XVIII secolo i lati nord ed est furono adibiti ad ulteriori residenze munite di stalle e depositi agricoli; mentre la casa del mandriano viandante nel lato nord era già stata edificata sul finire del XVI secolo.
Gli ultimi lavori furono svolti durante il XIX secolo quando il perimetro della corte fu chiuso; all’interno dei locali adibiti agli agricoltori vivevano circa una ventina di famiglie di mezzadri.

## Caratteristiche
L’intera struttura con il complesso residenziale sorge a nord di Trenzano.
La torre è alta circa venti metri, di pianta quasi quadrata. Rappresenta un forte esempio delle costruzioni militari della bassa bresciana in quel periodo. Non presenta decorazioni in nessuno dei suoi fianchi ma per ciascun vertice dei quattro spigoli compare una torretta per guardie. Sul tetto vi è posto un belvedere fungente per comunicare con le torri Calini, presso Berlingo, e Porcellaga, presso Rovato. Da quell’altana i feudatari Ducco erano soliti controllare anche la lavorazione dei loro terreni, che circondano il complesso. Al suo interno vi sono quattro piani, ciascuno di essi presenta un’ampia stanza a volta, illuminata da tre lati. Dalla stanza del terzo piano si accede alle quattro guardiole.
A fianco la Torre si trova l’imponente salone signorile, usato molto probabilmente come sala da ballo per i nobili.
L’intera residenza-torre con la relativa corte è rimasta, dalla data di edificazione ad oggi, sempre di proprietà dei Conti Ducco.